# MARIONETTE -糸使い-
『MARIONETTE -糸使い-』（まりおねっと　いとつかい）はt-kunによるWeb小説、およびそれを原作としたアダルトゲーム。
本作はマインドコントロール専用アダルトサイト「E=mC²」に投稿小説として掲載されたのち、2001年からは作者のウェブサイトにも掲載された。
その後、シナリオの秀逸さがキャリエールの目に留まり、2003年3月28日にアダルトゲームとして商品化された。
また、2004年6月25日にはバグ修正などが施されたDVD-ROM版が発売されたほか、2008年4月25日にはmintsからDVDPG版が発売された。
また、2008年8月29日には、キャリエールに所属していたスタッフたちが立ち上げたTAIL WINDから前日譚である『MARIONETTE ZERO 』が発売された。
アダルトゲーム版は全10話構成であり、前半は凌辱劇としての要素が強い一方、後半は登場人物たちが糸に翻弄される姿が描かれている。8話までにヒロインと結ばれると物語がその時点で終了する一方、8話までに誰とも結ばれなかった場合は、糸の謎に迫る9話以降へ進むことができる。

## あらすじ
ある日、御影広樹は紫色に輝く石を拾った。その石から出る紫色の糸は人の精神を操る能力を持ち、彼は思い通りの人生を送ろうとする。
そこへ、北条茜が登場し、感覚に干渉できる赤い糸をもって広樹を追い詰める。だが、窮地から這いあがり逆に相手を追い詰めるに悦びを見出した彼は、茜を返り討ちにして奴隷にする。

## 登場人物
御影広樹
声：ヒロキ
主人公。一人暮らしだが、ある日に紫の糸を手に入れ思いのまま使う。
北条茜
声：内村みるく
感覚に干渉できる力を持つ赤い糸を持った少女。幼少時に母を亡くし、不在がちな父に代わって葵の保護者をしてきた。
橘景子
声：春野かえる
広樹らのクラスの担任で歴史を担当している。恋人に裏切られた過去から異性に対する依存心が強いことを広樹によって露見され、性奴隷にされてしまう。
北条葵
声：北都南
茜の一学年違いの妹で、姉の過保護なまでの愛情に苦しんでいる。肉体に干渉できる青い糸を持っていたが、広樹に奪われ幼年期の姿にされてしまう。
北条美佐子
声：深井晴花
茜の継母。20代という若さもあり、茜からは受け入れられずにいる。
三上晶
声：佐藤まこと
黒づくめの格好をした金髪の少年。優秀だともてはやされた兄によって虐待を受けた結果、人間に対して絶望するようになり、他の糸の能力を封じる光の糸の使い手となる。

## スタッフ
- 原画：ここのか
- シナリオ：t-kun

## 反響

### アダルトゲーム版
本作は独特の世界観やストーリー展開が評価された一方、システムの重さを指摘する声が相次いだ。